# Cratere Comstock
Comstock è un cratere lunare di 73,23 km situato nella parte nord-orientale della faccia nascosta della Luna, a nord-est del cratere Fersman ed a nord del cratere Weyl.
Comstock è piuttosto eroso e presenta numerosi piccoli crateri lungo il bordo. In particolare, uno giace sulle pendici interne, estendendosi fino al pianoro interno. Un gruppo di piccoli crateri attraversa il margine sud-sud-ovest, fino al margine interno. Il pianoro interno mostra numerosi impatti minori e tracce della raggiera del cratere Ohm, posto a est-sud-est.
Il cratere è dedicato all'astronomo statunitense George Cary Comstock.

## Crateri correlati
Alcuni crateri minori situati in prossimità di Comstock sono convenzionalmente identificati, sulle mappe lunari, attraverso una lettera associata al nome.
| Comstock | Coordinate             | Diametro (in km) |
| -------- | ---------------------- | ---------------- |
| A        | 24°41′24″N 121°40′12″W | 20,34            |
| P        | 19°56′24″N 123°19′48″W | 24,4             |